# Club Boca Juniors de Cali
El Boca Juniors de Cali fou un club de futbol colombià de la ciutat de Cali.

## Història
Va ser fundat el 25 de setembre de 1937, adoptant el nom i uniforme del Boca Juniors de Buenos Aires.
El 1949 ingressà a la 1a divisió del país. Fou un dels grans clubs dels inicis del professionalisme a Colòmbia. Fou subcampió de lliga els anys 1951 i 1952, ambdues vegades per darrere de Millonarios de Bogotà.
Guanyà dos cops la Copa Colòmbia els anys 1951 i 1952. El següent any, 1953, fou finalista per darrere Millonarios.
El club desapareix del Fútbol Profesional Colombiano el 1957.
Jugava a l'Estadi Olímpic Pascual Guerrero, inaugurat el 20 de juliol de 1937.

## Actualitat
Avui (2008) és una escola de futbol juvenil situada en la ciutat de Cali que participa en tornejos departamentals de primera categoria, i d'on han sortit figures com Hugo Rodallega i diversos futbolistes de l'América i del Deportivo Cali. A més, participa amb un equip de primera categoria a la lliga vallecaucana de futbol (Copa El País), on ha obtingut el subcampionat els últims dos anys. No obstant això, no participa en cap torneig oficial de la Dimayor.

## Palmarès
- Copa Colòmbia (2): 1951, 1952.